# Arc atlantique
- Centre des capitales
- Nouveaux Länder allemands
- Arc alpin
- Diagonale continentale
- Arc latin
- Méditerranée centrale
- Arc atlantique
- Régions de la mer du Nord
- Arc baltique

- L'Arc atlantique[1]

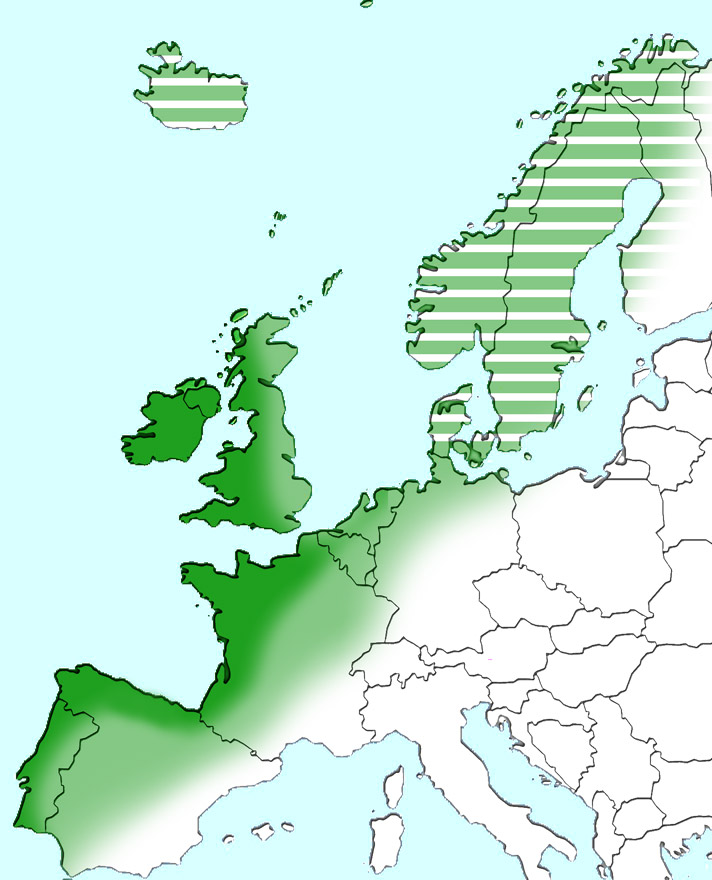
L’Europe atlantique
L'Arc atlantique
Europe atlantique
Reste de l’Europe

L’Arc atlantique est un espace géopolitique décrit par la Commission européenne dans le rapport Coopération pour l’aménagement du territoire européen - Europe 2000 Plus.
Le découpage adopté par la Commission dans ce rapport est une simple hypothèse de travail visant à faciliter les analyses et à mettre en évidence les dynamiques transnationales. La Commission ajoute, par ailleurs, que ce découpage ne vise pas à créer de « nouvelles super-régions européennes ».
Pour le biogéographe, hormis un lien littoral manifeste par la continuité maritime, cet espace, qui lie 22 régions sur 2 500 km, depuis le 36° N jusqu'au 58° N environ ayant toutes (sauf deux exceptions : Andalousie et Basse-Normandie) au moins une façade littorale baignée par l'océan Atlantique, n'a aucune cohérence biogéographique et il abrite des milieux écologiquement très divers. 30 à 35 % de l'espace appartiennent au domaine biogéographique méditerranéen, et il n'occupe qu'une faible partie du domaine biogéographique dit « domaine atlantique », sa plus grande largeur (atteinte dans le secteur armorico-normand) ne dépassant pas 400 km. Ces régions présentent néanmoins des points communs, dont une tendance à la périurbanisation, une densité de population souvent élevée, une forte régression des écosystèmes forestiers, une forte fragmentation écologique et pollution lumineuse, une tradition de pêche, et d'ouverture sur la mer, etc.
En 2000, la Conférence des Villes de l'Arc Atlantique, un réseau d'autorités locales travaillant avec différentes institutions dans l'objectif de mettre en avant le rôle des villes de l'Arc Atlantique en Europe, a été créé. Son siège est à Rennes, en Bretagne.

## Quelques villes de l'Arc Atlantique
- Grande-Bretagne : Glasgow, Liverpool, Cardiff
- Irlande : Belfast, Dublin
- France : Caen, Rennes, Brest, Nantes, Bordeaux
- Espagne : Saint-Sébastien, Bilbao, Santander, Gijon, La Corogne
- Portugal : Porto, Lisbonne

## Sources

## Compléments